# Marcello Del Bello
Marcello Del Bello, né le 25 janvier 1921 à Rome et mort le 12 mars 1988, est un joueur de tennis italien.

## Biographie
Marcello Del Bello a été initié au tennis dans un club romain situé Via Ipponio, tenu par son père Oberdan et sa mère Anna Vannuccini. Il a été champion d'Italie en 1940 et trois fois vice-champion, perdant une première fois en 1946 contre Gianni Cucelli, puis en 1950 contre son frère cadet Rolando et enfin en 1953 face à Fausto Gardini. Connu pour son sens tactique et son talent à la volée, c'est en double qu'il s'est le plus souvent illustré, remportant les championnats nationaux à sept reprises avec son partenaire de prédilection Gianni Cucelli.
Il a obtenu son principal résultat dans un tournoi du Grand Chelem en 1948 lorsqu'il se qualifie pour les quarts de finale des Internationaux de France où il est battu par Budge Patty. Il a également participé à cinq reprises au tournoi de Wimbledon et a atteint le 3e tour en 1949. En double, il est parvenu en demi-finale à sa seule participation à l'US Championship en 1949, toujours aux côtés de Gianni Cucelli.
Membre de l'équipe italienne de Coupe Davis depuis 1948, il a eu l'occasion de s'illustrer cette année-là par plusieurs victoires en simple contre la Yougoslavie et le Danemark. Aligné seulement en double à partir de 1950, il se distingue lors de la campagne 1952 avec des victoires sur les paires danoises et belges. L'Italie parvient jusqu'en finale interzone où elle s'incline contre les américains. Marcello Del Bello a participé à un total de 25 rencontres et possède un bilan de 20 victoires pour 5 défaites en double, soit le meilleur ratio obtenu par un joueur italien dans la compétition. L'équipe Cucelli/Del Bello est la 10e paire la plus prolifique de l'histoire de la Coupe Davis.
Vainqueur des tournois de Lugano en 1946 ou encore Saint-Marin en 1950, il a également disputé la finale du Championnat de Suisse contre Jaroslav Drobný en 1946, du tournoi de Budapest et Sanremo en 1947 et de Milan en 1948. Il arrête les tournées en 1954 pour devenir professeur de tennis au Tennis Club Milano.
Il meurt en 1988 des suites d'une longue maladie.